# Nephrodium repentula
Nephrodium repentula là một loài dương xỉ trong họ Dryopteridaceae. Loài này được Tutcher mô tả khoa học đầu tiên năm 1912.
Danh pháp khoa học của loài này chưa được làm sáng tỏ. 